# جوزف بنکرافت
جوزف بنکرافت (انگلیسی: Joseph Bancroft؛ ‏ ۲۱ فوریهٔ ۱۸۳۶ – ۱۶ ژوئن ۱۸۹۴) جراح، داروشناس و انگل‌شناس زادهٔ انگلستان بود که به کوئینزلند استرالیا مهاجرت کرد.
وی مدرک دکترای پزشکی خود را از دانشگاه سنت اندروز دریافت کرد و با کشتی «لیدی یانگ» به استرالیا مهاجرت کرد. وی یکی از ساکنان «آتول پِـلِـیس» در اسپرینگ هیل، کوئینزلند بود. وی نخستین کسی بود که خواص پزشکی درخت چوب‌پنبه‌ای استرالیا را کشف کرد که بعدها در جراحی چشم‌پزشکی استفاده شد.
نشانهٔ بنکرافت به افتخار او نامگذاری شده است.